# Peter Dinklage
Peter Hayden Dinklage  (født 11. juni 1969) er en amerikansk skuespiller. Han er dværg og siden sit gennembrud med rollen i The Station Agent (2003), har han optrådt i film som Elf (2003), Find Me Guilty (2006), Underdog (2007), Death at a Funeral (2007) (og genindspilningen af denne i 2010), The Chronicles of Narnia: Prince Caspian (2008) og Ice Age: Continental Drift (2012). Siden 2011 har han medvirket som Tyrion Lannister i HBO-serien Game of Thrones, der gav ham en Emmy og Golden Globe Award for bedste mandlige birolle.

## Tidlige liv
Dinklage blev født i Morristown, New Jersey, som søn af Diane, musiklærer i grundskolen, og John Carl Dinklage, pensioneret forsikringssælger. Dinklage blev født med achondroplasia, en almindelig årsag til dværgvækst. Han voksede op i Mendham Township, New Jersey, og er af tysk og irsk afstamning. Hans tyske forfædre var i familie med den westphalske adelsslægt "von Dincklage ". Dinklage er uddannet fra Delbarton School i 1987, og Bennington College i 1991.

## Privatliv
I 2005 giftede Dinklage sig med teaterdirektøren Erica Schmidt. I 2011 fik de deres første barn, en datter ved navn Zelig. Dinklage er vegetar og bor sammen med sin kone og datter i New York City. Dinklage støtter Farm Sanctuary og har fungeret som talsmand for organisationens Walk for Farm Animals.